# Randau-Calenberge
Randau-Calenberge, Magdeburg-Randau-Calenberge – dzielnica miasta Magdeburg w Niemczech, w kraju związkowym Saksonia-Anhalt.